# Мелюзина
Мелюзина (Мелюзайн, Мелизанда) — фея из кельтских и средневековых легенд, дух свежей воды в святых источниках и реках. Часто изображалась как женщина-змея или женщина-рыба от талии и ниже (ср. морская дева), иногда с двумя хвостами. Выходит замуж за смертного, поставив ему условие, чтобы он никогда не видел её в зверином обличье. Когда он застаёт её в таком виде, она бросает его.
Считается родоначальницей дома Лузиньянов.

## Легенда

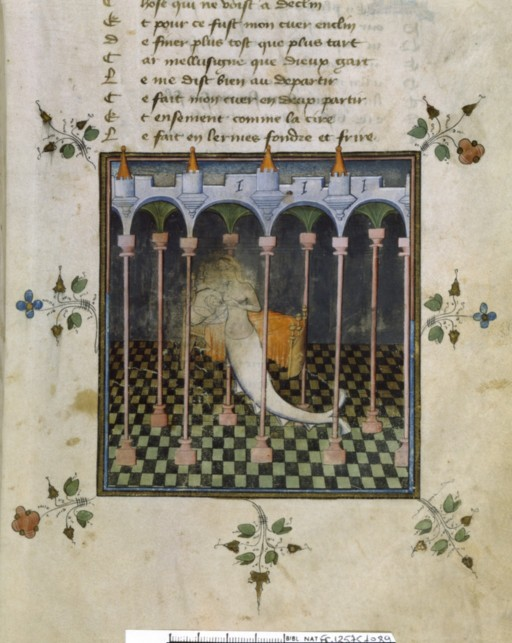
Мелюзина вскармливает грудью Тьерри. Миниатюра из рукописи «Роман о Мелюзине» Жильбера де Меца, около 1410 года

### Рождение и проклятие Мелюзины
Средневековые тексты рассказывают о том, как Элинас (Elynas, вариант — Helmas, Thiaus), король Альбы (старинное название Шотландии, а не Албании, как часто встречается в рус. пер.), отправившись однажды на охоту, встретил в лесу прекрасную леди. Это оказалась фея по имени Прессина (Pressyne, вариант — Персина, в одной из версий — сестра феи Морганы и короля Артура). Она согласилась выйти за него замуж, но при одном условии (ведь брак смертного и феи всегда достаточно рискован): он не будет входить в её спальню во время родов или купания её ребёнка. Прессина родила тройню. Когда Элинас нарушил запрет, она покинула королевство (ср. Амур и Психея), забрав трёх своих дочерей, и отправилась на затерянный остров Авалон.
Три девочки — Мелюзина, Мелиор (Melior) и Палатина (Palatyne) росли на Авалоне. В день своего 15-летия Мелюзина, которая была старшей, спросила, почему их увезли на остров. Услышав о том, как её отец предал мать, фея замыслила месть. С сёстрами она захватила Элинаса в плен и замкнула его вместе с его богатствами в горе. Когда же их мать узнала, что они натворили, она разъярилась на такую непочтительность дочерей к отцу и изгнала их. Мелюзина была отмечена заклятьем принимать форму змеи от талии и ниже каждую субботу.

### Замужество и разоблачение

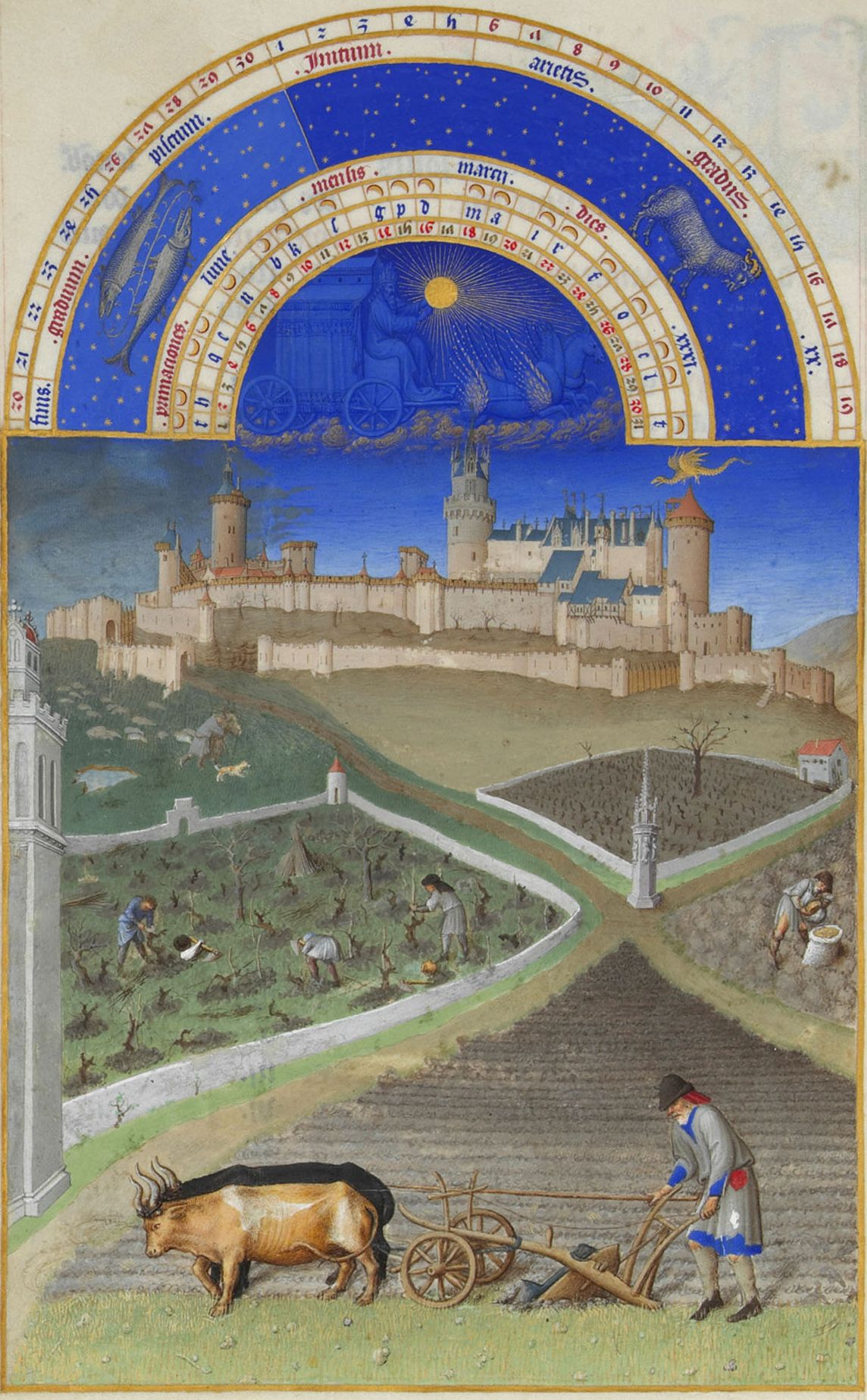
«Великолепный часослов герцога Беррийского», «Март». (См. небо над крайней правой башней замка Лузиньянов)

Раймондин, племянник Эймера, графа Пуатье, убив его нечаянно на охоте, скрывался в лесах, где и встретил Мелюзину у источника и предложил вступить в брак. Мелюзина обещает, что ему не будет расплаты за преступление, и он обретет счастье, богатство и многочисленное потомство, если на ней женится. Подобно матери, она поставила условием, что муж никогда не должен входить в её спальню по субботам.
Мудрая Мелюзина помогала мужу приобрести богатство: он получил много свободной земли, окружив её шкурой оленя, нарезанной на тонкие ремни (ср. Дидона), стал могущественным государем и основателем дома Лузиньянов. Она родила ему десять детей, из них две дочери и восемь сыновей (в том числе Жоффруа Большой зуб и Гвидона), двое из которых, отправившись в путешествия, также стали правителями своих земель. Став женой Раймонда, с помощью своей магии Мелюзина воздвигала замки, распахивала земли и строила города. Первым замком, созданным ею, стал замок Лузиньян.
Брат Раймондина наговорами возбудил в нём ревность к супруге и он решил подсмотреть, что делает его жена по субботам. Он увидел её моющейся, и узнал про её хвост. Мелюзина простила его. И лишь когда, как-то поссорившись с супругой из-за того, что один из их сыновей убил другого, он обозвал её «змеей» перед лицом своего двора, она превратилась в дракона, одарила его двумя магическими кольцами и улетела, чтобы никогда не вернуться, трижды облетев вокруг замка с раздирающим душу криком (знаменитый Cri de Meluzine).
С тех пор она была покровительницей славного дома Лузиньянов и предупреждала своих потомков, когда им угрожало несчастье.

### Другие вариации легенды

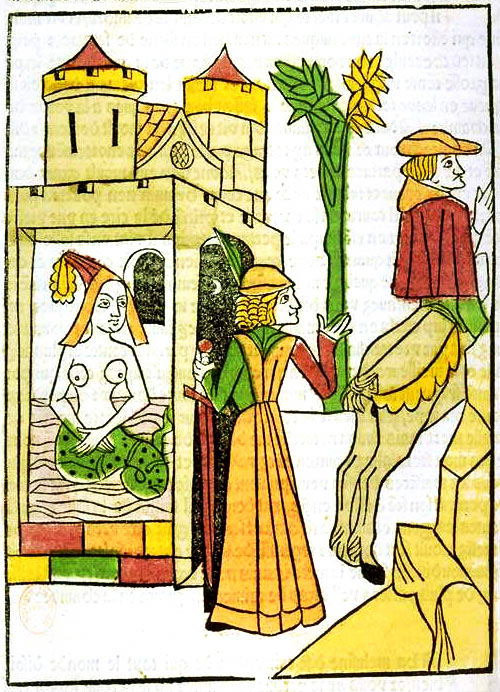
Раймондин раскрывает превращение своей жены. Иллюстрация к «Роману о Мелюзине» Жана из Арраса. 1478 год

Кроме того, местная версия Мелюзины упоминается и как супруга Зигфрида Арденнского, правившего Люксембургом в период с 963 по 998 год (сюжет тот же). В 1997 году Люксембург выпустил в честь этого марку.
В критическом труде о дворе Генриха II Английского, «О забавных разговорах придворных» (De nugis curialium) (1182), клирик Готье Мап рассказал историю о молодом господине с длинными зубами по имени Хенно. Хенно встретил в королевском лесу очень юную красивую девушку в королевских одеждах, которая плакала. Она призналась ему, что спаслась после кораблекрушения, что утонувший корабль должен был доставить её к французскому королю, чтобы тот женился на ней. Хенно и прекрасная незнакомка влюбились друг в друга, поженились, и она родила ему много прекрасных детей. Однако мать Хенно заметила, что девушка, прикидываясь набожной, избегает присутствовать при начале и окончании мессы, боится окропления святой водой и причастия. Заподозрив неладное, она проделала дырочку в стене спальни невестки и увидела, как та совершает омовение, превратившись в дракона, а затем снова принимает человеческий облик. Наученный матерью Хенно отвел жену к священнику, который окропил её святой водой. Она выпрыгнула в окно и рассеялась в воздухе, перед этим испустив страшный вой. Готье Мап писал, что в его время были живы многие из потомков Хенно и его жены-драконицы.
Сходный сюжет представлен в рукописи графа Педру Афонсу де Барселуш «Книга благородных родов» (Livro dos Linhagens). В ней описывается история полуженщины-полудуха, ставшей основательницей одного из родов Испании, покинувшей своего мужа при схожих обстоятельствах:
«Дон Диего Лопес де Аро был очень хорошим охотником и, поджидая однажды в засаде кабана, услышал очень громкое пение какой-то женщины на вершине скалы; он пошел к ней и увидел, что она очень красива и весьма хорошо одета, и потому влюбился в неё очень сильно, и спросил у неё, кто она; и она ответила ему, что происходит из очень высокого рода, а он сказал ей, что раз она очень высокого рода, то он женится на ней, если она того пожелает, так как он — сеньор этой земли; и она сказала ему, что выйдет за него замуж, но с условием, что он пообещает ей никогда не творить крестное знамение, и он согласился, и тогда она ушла с ним. Эта дама была очень красивой и прекрасно сложена, за исключением того, что нога её была как у козы. Они прожили вместе очень долго, и у них было двое детей, мальчик и девочка, и сына звали Иньиго Герра». Затем граф дон Педру добавляет, что однажды дон Лопес де Аро перекрестился, когда обедал вместе со всей семьей, и что его супруга в тот же момент «выпрыгнула вместе с дочерью через окно дворца и убежала в горы, так что больше не видели ни её, ни её дочь».
История о Мелюзине была известна и Мартину Лютеру (die Melusina zu Lucelberg), но он описывает её как суккуба.
Согласно «Истории» Геродота племя скифов пошло от младшего сына Геракла и Ехидны, которая по описанию выглядела женщиной со змеиным хвостом. В легенде, которую пересказывает Диодор Сицилийский, Геракл заменён Зевсом

### Прототипы
Сведения о Мелюзине относятся к эпохе поздних Каролингов.
Английский писатель и исторический ревизионист Лоренс Гарднер занимался попытками географической и исторической привязки прототипов легенды. Согласно ему, прослеживаются следующие связи:
персоны:
- отец феи Элинас, король Олбани — это Элинас, король Олбы (Сев. Аргайл), сын Мелустейна из Дал Риады, которого иногда звали Gille Sidhean, что означает «слуга эльфов». Ведет свой род от Лоарна из Аргайла[5].
- мать Прессина — пиктская королева Бруитина, которая ведет свой род от Tuadhe d’Anu через пиктских королей Каледонии.
- муж Раймондин из Пуатье — Реймонд из Пиктавии (Raymond de Vere Lord of Pictavia and Anjou), более известный как Ренфруа де Веррьер-ан-Форез (Rainfroi de Verrières-en-Forez)

время:
- базируясь на истории рода, он относит свадьбу примерно к 733 г.

места:
- Веррьер-ан-Форез[фр.] примерно в 170 милях к юго-востоку от Пуатье в долине Луары возле Сент-Этьена. Источник Мелюзины должен был находиться в этой лесной чаще в месте под названием Лузина, или Люсина (что означает «приносящая свет»)

### Мифологическая интерпретация
В ряде публикаций указывается на то, что истоком легенды о Мелюзине является мифологический мотив «священного брака» (иерогамии) хтонического существа (матери-сырой земли, богини очага) с небесным божеством, который затем трансформировался в сказочный мотив «чудесной супруги» (Царевна-лягушка и Иван-царевич со стрелой, жена-змея Мелюзина и рыцарь Раймонд).

### Значение образа в истории
Династия Плантагенетов, графов Анжуйских, ставших в XII в. английскими королями, считали Мелюзину своей прародительницей, и считались её потомками в глазах своих подданных. Известно высказывание Ричарда Львиное Сердце, записанное в нач. XIII в. Жиро де Барри. Ричард отвечал тем, кого приводили в изумление семейные раздоры: «А с чего это, по-вашему, все должно быть иначе? Разве мы все не дети Дьяволицы?»

## В литературе
Скорее всего, о Мелюзине на кельтских землях исстари бродили легенды, существовала также бретонская песня-лэ.
Около 1182 года об этой истории упоминает Вальтер Мап (или Готье Мап) в «Henno cum dentibus» (в «De nugis curialium»), около 1200 года — Элинан де Фруадмон, в 1211 году Гервасий Тильберийский, в XIV веке Пьер Берсюир, но имя «Мелюзина» не используется.
Самой знаменитой литературной обработкой стал роман Жана из Арраса «Мелюзина» («Le livre de Mélusine»), написанный ок. 1382—1394 годах по повелению Жана, герцога Беррийского, в подарок его сестре Марии, герцогине де Бар (Marie de Bar, 1344—1404), выданной замуж в 1357 году за Робера I графа де Бара.
Это произведение было сборником историй, рассказываемых благородными дамами за прядением и шитьем, написанным в духе рыцарских романов. Эта сказка была переведена на немецкий в 1456 году Тюрингом фон Ринголтингеном (Thüring von Ringoltingen) под названием Historie der Melusine, и, получив популярность, стала распространяться в дешевых печатных изданиях. Она печатается множество раз с конца XV в. до начала XVII в. в Аугсбурге, Страсбурге, Гейдельберге, Франкфурте. Она была переведена на многие европейские языки. На английском языке она появилась около 1500 года и часто выходила из печати в XV и XVI вв. На польский — в XVI веке, чешский вышел в Праге в конце XVI столетия и был пять раз переиздан. В конце XVII века появляются два независимых друг от друга перевода на русский. Один из них, русский перевод с польского, датируется 1677 годом. Существует также и прозаическая версия под названием «Chronique de la princesse».

Мелюзина. Иллюстрация к версии Тюринга фон Ринголтингена. 1456 год

Позже о ней писали Ганс Сакс (1566), Якоб Айрер (Jakob Ayrer, 1598), Франсуа Нодо (François Nodot, 1698).

### Новое время
- Сэр Вальтер Скотт, рассказывая легенду о Мелюзине в своем сборнике «Песни шотландской границы» (1802—1803), утверждает, что и в дни Брантома она оставалась покровительницей своих потомков, и что дракона видели и слышали над замком Лузиньян в ночь перед тем, как он был разрушен.
- Гёте написал «Новую Мелюзину» (Die Neue Melusine) в 1807 году и опубликовал её как часть «Годов учения Вильгельма Мейстерса».
- Густав Шваб (Gustav Schwab) — «Die schöne Melusine».
- Теодор Фонтане — «Der Stechlin»
- Мелюзина — один из повторяющихся женских образов в поэзии Жерара де Нерваля (сонет «El Desdichado» и др.).
- Композитор Мендельсон создал концертную увертюру «Прекрасная Мелюзина».
- Этот сюжет также занимал А. М. Ремизова («Мелюзина»).
- К легенде о Мелюзине многократно обращаются герои романа А. Байетт «Обладать».
- В серии романов Филиппы Грегори, посвящённых войне Алой и Белой Розы («Хозяйка дома Риверсов», «Белая королева»), Мелюзина фигурирует, как предок Жакетты Люксембургской — матери королевы Англии Елизаветы Вудвилл. Жакетта у Грегори обладает способностью слышать голос Мелюзины, когда кто-то из семьи умирает, и благодаря родству с Мелюзиной и она, и её дочь и внучка Елизавета Йоркская якобы обладали способностью чувствовать воду и предвидеть будущее.

## В музыке
По мотивам легенды о Мелюзине либреттист Анри де Сен-Жорж и композитор Фроманталь Галеви создали большую оперу под названием «Волшебница», сюжет которой строился вокруг соперничества феи Мелюзины с дочерью графа Пуатье из-за жениха последней. Спектакль был впервые показан 17 марта 1858 года в Париже, в театре Ле Пелетье и в дальнейшем выдержал 45 представлений. Забытая опера была вновь представлена на сцене на фестивале в Монпелье 27 июля 2011 года.
- Клод Дебюсси написал оперу «Пелеас и Мелизанда»
- У норвежско-германской симфо-метал группы Leaves' Eyes есть мини-альбом Melusine, возглавляемый одноимённой песней.
- У российского барда Вероники Долиной есть песня «Мелюзина», написанная по мотивам легенды.
- Песня «L’Histoire d’une fée, c’est…» («История феи, которая…») французской певицы Милен Фармер с альбома «Rugrats in Paris: Music from the Motion Picture» (2000), саундтрека к фильму «Les Razmoket à Paris».

## Изображения
В «Великолепном часослове герцога Беррийского» на странице, посвященной марту, Мелюзина изображена в виде дракона, паящего над замком Лузиньян в Пуату.

### В геральдике

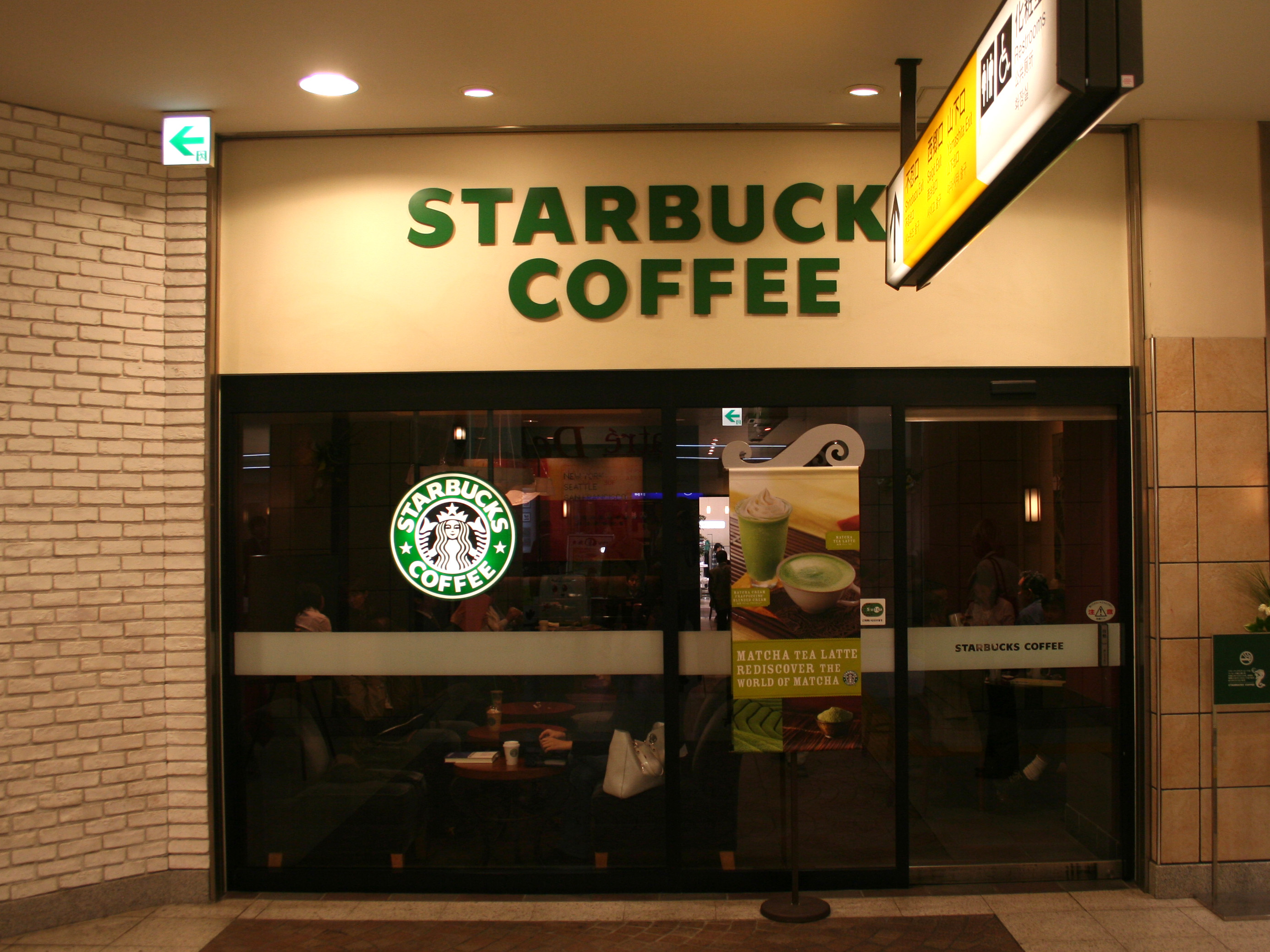
Мелюзина на логотипе кофейни Starbucks в Токио

Иногда Мелюзина использовалась в качестве геральдической фигуры, особенно в немецких гербах, где она изображалась придерживающей два свои хвоста руками. Могла быть коронованной. Любопытно, что в гербе Варшавы использовано изображение русалки, называемой по-польски syrenka, которая имеет много общего с изображением Мелюзины, держащей меч и щит. Хотя, вероятно, смешивать эти два образа не стоит, попасть сиренка на герб могла под влиянием своих западных соседок.
Двухвостая Мелюзина классического гербовника использована на эмблеме кофейного концерна Starbucks, в новом логотипе она видна не целиком, а только голова, торс и руки, придерживающие кончики хвостов.

## В астрономии
- В честь Мелюзины назван астероид (373) Мелюзина, открытый в 1893 году